# Timor-Pony
Das Timor-Pony ist eine urtümliche Pferderasse von der Insel Timor. Es ist die kleinste Pferderasse auf den südostasiatischen Inseln.

## Exterieur

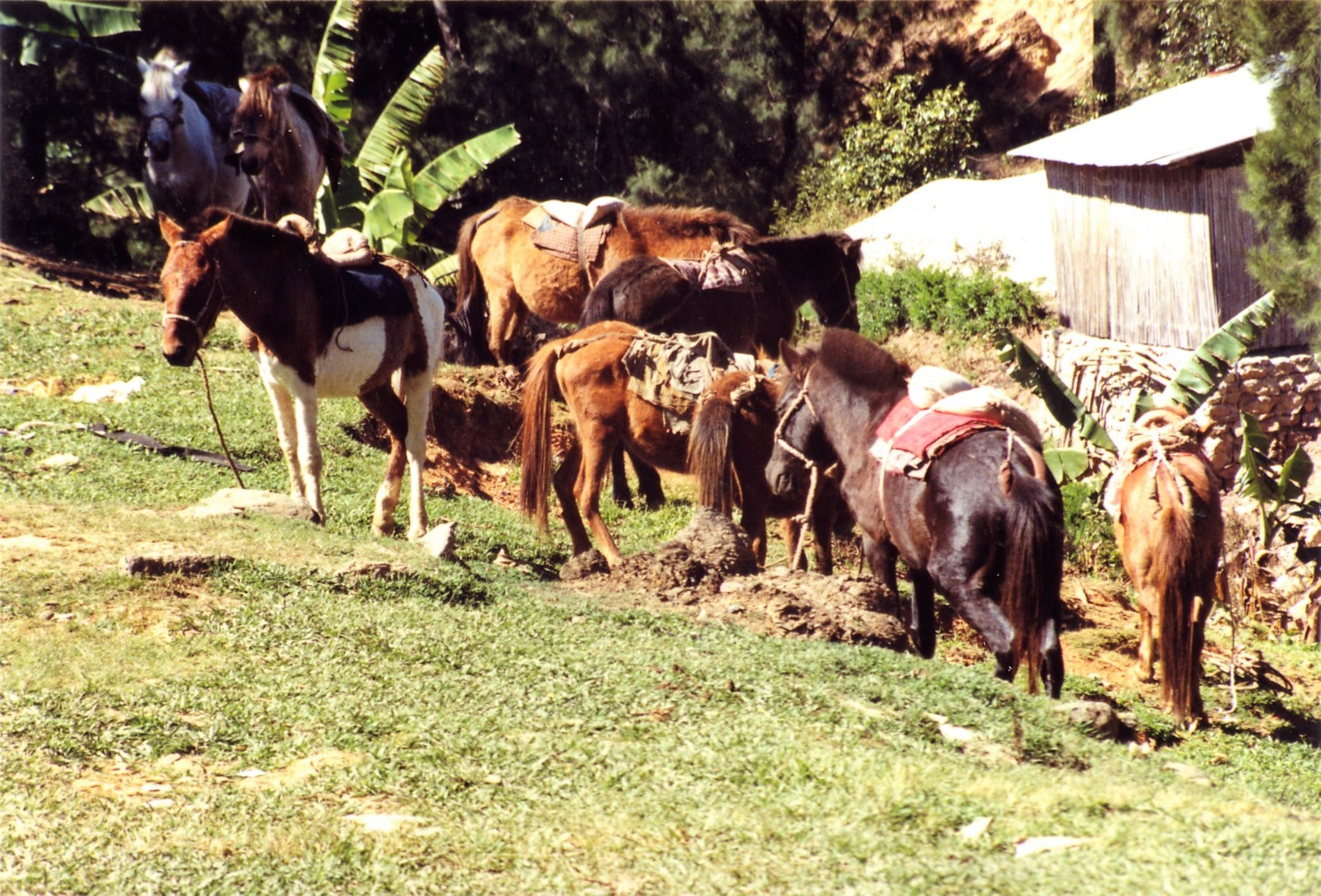
Ponys in Maubisse am Markttag

Die Ponys sind zierlich gebaut und besitzen einen großen, unedlen Kopf, einen muskulösen Nacken und einen kurzen Hals, oft mit Stehmähne. Die Schultern sind gerade gelagert, der Rücken kräftig konstruiert und die Beine und Hufe kräftig gebaut. Es überwiegen die Grundfarben Braune, Rappen und Füchse. Selten kommen Schimmel und Schecken vor. Das Stockmaß beträgt rund 120 Zentimeter.

## Interieur
Timor-Ponys gelten als stark, genügsam und agil. Sie besitzen einen ruhigen und willigen Charakter und zeigen sich anspruchslos und trittsicher.

## Verwendung

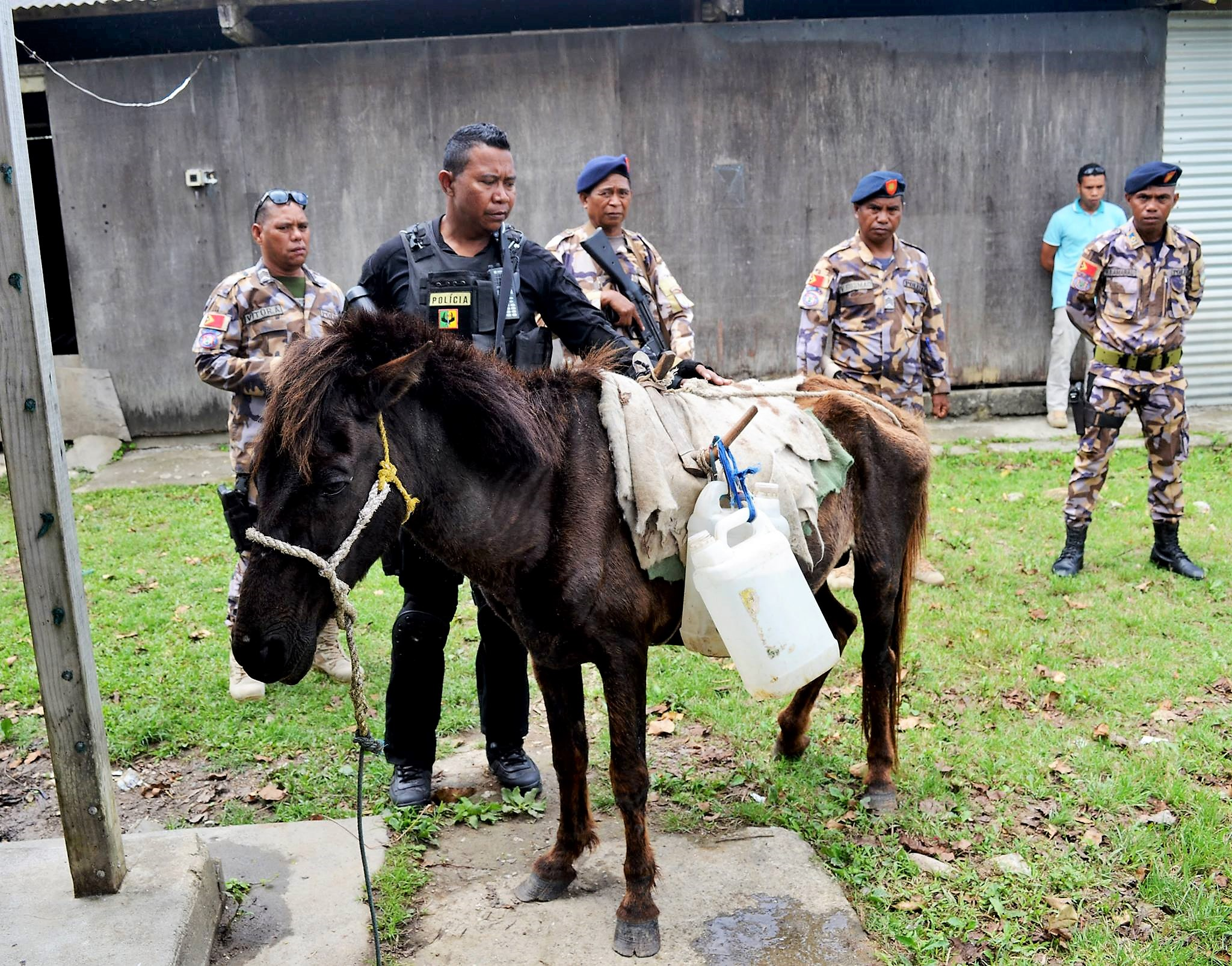
Ein Timor-Pony, das bei der osttimoresischen Grenzpolizei als Beamter geehrt wurde

Es dient auf der Insel Timor auch heute noch als alltägliches Last- und Reittier.

## Zuchtgeschichte

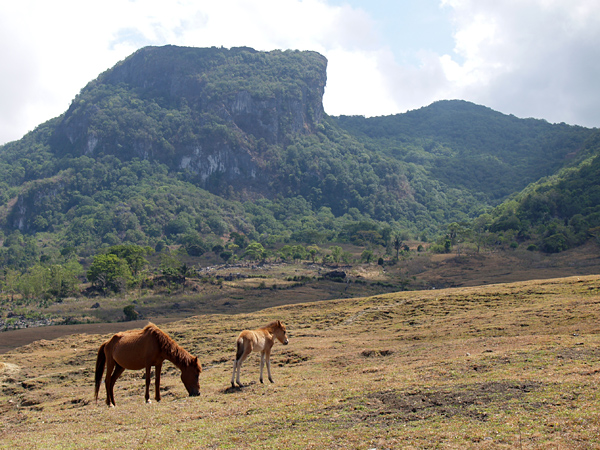
Timor-Ponys in Viqueque

Vermutlich stammt es von indischen Rassen ab, die von den Portugiesen und später den Niederländern auf die Insel importiert wurden. Es gab auch einheimische Ponys, die in der Rasse aufgingen. Timor-Ponys wurden ab 1803 auch nach Australien exportiert, wo sie bei der Züchtung des Australischen Ponys eine große Rolle spielten.
Timor-Ponys haben auch in Neuseeland eine lange Geschichte. Sie wurden dort bereits im 1843 in Zeitungsanzeigen zum Verkauf angeboten.

## Belege
- Martin Haller: Der neue Kosmos Pferdeführer, ISBN 3-440-09059-0

1. 1 2  Timor Ponies in New Zealand, auf www.rarebreeds.co.nz